# Roaring Spring (Pennsylvanie)
Roaring Spring est un borough situé au sud du comté de Blair, en Pennsylvanie, aux États-Unis,. En 2010, il comptait une population de 2 585 habitants. Il est incorporé le 27 janvier 1888.

## Démographie
Lors du recensement de 2010, le borough comptait une population de 2 585 habitants. Elle est estimée, le 1er juillet 2019, à 2 510 habitants.

### Source de la traduction
- (en) Cet article est partiellement ou en totalité issu de l’article de Wikipédia en anglais intitulé « Roaring Spring, Pennsylvania » (voir la liste des auteurs).